# Margaret Dreier Robins

Margaret Dreier Robins (1911)

Margaret Dreier Robins (geboren als Margaret Dreier am 6. September 1868 in Brooklyn; gestorben am 21. Februar 1945 in Brooksville) war eine US-amerikanische Gewerkschafterin und Frauenrechtlerin.

## Leben
Margaret Dreiers Vater Theodor Dreier war nach der Revolution 1848 aus Deutschland emigriert, er erarbeitete sich als Kaufmann eine gutbürgerliche Existenz und holte 1864 Dorothea Dreier, eine entfernte Cousine, aus Bremen nach. Sie hatten einen Sohn und vier Töchter. Dorothea Dreier und Katherine Dreier wurden Malerinnen, Mary Dreier (1875–1963) engagierte sich ebenso wie Margaret Dreier in der Sozialpolitik und ab dem Zwanzigsten Jahrhundert in der Frauenbewegung. Die Kinder der Dreiers erhielten Privatunterricht, insbesondere auch in den Künsten, ein Collegebesuch der Töchter war aber nicht vorgesehen. Mit 19 Jahren begann Margaret Dreier (unbezahlt) am Brooklyn Hospital zu arbeiten und tat in verschiedenen sozialen Initiativen mit, die sich zum Beispiel um Prostituierte oder um die Lebensbedingungen der weiblichen Hausangestellten kümmerten. Im Jahr 1902 beeindruckte sie ein Treffen mit der Sozialreformerin Josephine Lowell.
1905 heiratete Dreier den Rechtsanwalt und Sozialpolitiker Raymond Robins (1873–1964), sie lebten in Chicago und in dem von Robins und seiner Schwester Elizabeth Robins 1904 erworbenen Landhaus Chinsegut Hill  bei Brooksville, Florida.
1904 trat sie der Women’s Trade Union League (WTUL) bei und wurde 1905 Gewerkschaftssekretärin in New York und ab 1907 bis 1914 in Chicago, wo sie auch Vertreterin im übergreifenden Gewerkschaftskartell wurde. Bereits 1907 wurde sie zur Gewerkschaftsvorsitzenden der WTUL gewählt und hatte dieses Amt bis 1922 inne. 1910 war sie eine der Organisatorinnen des landesweiten Streiks der Textilarbeiterinnen, der allerdings von den Gewerkschaftsführern der Männergewerkschaften vernachlässigt wurde. Sie kämpfte für Arbeitszeitverkürzungen und in der Gewerkschaft sorgte sie für eine organisierte Weiterbildung der Vertrauensfrauen. 1912 unterstützte sie die (erneute) Präsidentschaftskandidatur Theodore Roosevelts als Vertreter der Progressive Party. Sie selbst kandidierte in dem Jahr erfolglos zum Trustee der University of Illinois.
1915 holte der Gouverneur des Staates Illinois sie in die staatliche Arbeitslosigkeitskommission.
Dreier wirkte 1919 mit, den Ersten Internationalen Kongress der Arbeiterinnen in Paris vorzubereiten, der auf die Gründung der Internationalen Arbeitsorganisation (ILO) folgte, als WTUL-Delegierte wurde Rose Schneiderman entsandt, die später auch Vorsitzende der Gewerkschaft wurde. Dreier ging 1924 in den Ruhestand und lebte fortan mit ihrem Mann in Florida. Sie war dann noch für die Young Women’s Christian Association, das American Red Cross und die League of Women Voters aktiv.

## Schriften (Auswahl)
- Self-government in the workshop : the demand of the Women’s Trade Union League. Chicago : National Women’s Trade Union League of America, 1919, 5 Seiten
- Educational plans of the National Women’s Trade Union League.National Women’s Trade Union League of America, ca. 1914, 4 Seiten
- International Congress of Working Women, meeting in Geneva, Switzerland, October 17, 1921 : address to the delegates. Chicago : National Women’s Trade Union League of America, 1921